# Élections législatives de 2012 dans l'Essonne
Les élections législatives françaises de 2012  se déroulent les 10 et 17 juin 2012. Dans le département de l'Essonne, dix députés sont à élire dans le cadre de dix circonscriptions, soit le même nombre d’élus malgré le redécoupage territorial.
Elles ont pour but d’élire les députés représentant le département à l’Assemblée nationale pour un mandat de cinq années correspondant à la quatorzième législature de la  cinquième République française.

## Contexte départemental

### Représentation sortante
Avant les élections, le département de l’Essonne était représenté à l’Assemblée nationale par dix députés dont six adhérents de l’Union pour un mouvement populaire, trois adhérents du Parti socialiste et un adhérent de Debout la République.
| Circonscritption | Identité | Parti | Parti | Autres mandats                                                                  |
| ---------------- | --- | ----- | ----- | ------------------------------------------------------------------------------- |
| 1re              | Manuel Valls |       | PS    | Maire d’Évry                                                                    |
| 2e               | Franck Marlin |       | UMP   | Maire d’Étampes                                                                 |
| 3e               | Geneviève Colot                                                                                                   |       | UMP   | Maire de Saint-Cyr-sous-Dourdan                                                 |
| 4e               | Nathalie Kosciusko-Morizet, puis le 20 juillet 2007 Guy Malherbe, puis le 23 mars 2012 Nathalie Kosciusko-Morizet |       | UMP   | Conseiller régional d’Île-de-France Maire d’Épinay-sur-Orge Maire de Longjumeau |
| 5e               | Pierre Lasbordes                                                                                                  |       | UMP   | Conseiller régional d’Île-de-France                                             |
| 6e               | Jérôme Guedj suppléant de François Lamy                                                                           |       | PS    | Président du conseil général de l'Essonne                                       |
| 7e               | Jean Marsaudon, puis le 19 septembre 2008 Françoise Briand                                                        |       | UMP   | Maire de Savigny-sur-Orge -                                                     |
| 8e               | Nicolas Dupont-Aignan                                                                                             |       | DLR   | Maire d’Yerres                                                                  |
| 9e               | Georges Tron, puis le 23 avril 2010 Françoise de Salvador, puis le 30 juin 2011 Georges Tron                      |       | UMP   | Maire de Draveil - Maire de Draveil                                             |
| 10e              | Julien Dray |       | PS    | Vice-président du conseil régional d’Île-de-France                              |

### Impact du redécoupage territorial
Dans le département de l’Essonne, le redécoupage des circonscriptions législatives françaises de 2010 a impliqué le rattachement des communes de Bruyères-le-Châtel et Ollainville, précédemment dans la troisième circonscription, à la quatrième circonscription,.

## Résultats à l’échelle du département

### Répartition politique des résultats
Répartition départementale des résultats (2e tour).
- PS (47,03 %)
- EÉLV (4,84 %)
- UMP (38,93 %)
- PR (3,01 %)
- DLR (6,19 %)

| Parti          | Parti                                | Premier tour | Premier tour | Second tour | Second tour | Sièges |
| Parti          | Parti                                | Voix         | %            | Voix        | %           | Sièges |
| -------------- | ------------------------------------ | ------------ | ------------ | ----------- | ----------- | ------ |
|                | Parti socialiste                     | 144 106      | 32,73        | 197 492     | 47,03       | 6      |
|                | Europe Écologie Les Verts            | 25 202       | 5,72         | 20 334      | 4,84        | 1      |
|                | diss. Parti socialiste               | 6 396        | 1,45         |             |             | 0      |
|                | Mouvement républicain et citoyen     | 1 868        | 0,42         | 0           |             |        |
|                | Divers gauche                        | 1 328        | 0,30         | 0           |             |        |
|                | Gauche parlementaire                 | 178 900      | 40,63        | 217 826     | 51,87       | 7      |
|                |                                      |              |              |             |             |        |
|                | Union pour un mouvement populaire    | 111 637      | 25,36        | 163 499     | 38,93       | 2      |
|                | Parti radical                        | 11 061       | 2,51         | 12 649      | 3,01        | 0      |
|                | Divers droite dont DLR, PCD et RS    | 9 116        | 2,07         |             |             | 0      |
|                | Droite parlementaire                 | 131 814      | 29,94        | 176 148     | 41,94       | 2      |
|                |                                      |              |              |             |             |        |
|                | Front national                       | 55 387       | 12,58        |             |             | 0      |
|                | Front de gauche                      | 32 256       | 7,33         | 0           |             |        |
|                | Debout la République                 | 23 391       | 5,31         | 25 989      | 6,19        | 1      |
|                | Mouvement démocrate                  | 9 816        | 2,23         |             |             | 0      |
|                | Alliance écologiste indépendante     | 3 360        | 0,76         | 0           |             |        |
|                | Divers                               | 1 472        | 0,33         | 0           |             |        |
|                | Lutte ouvrière                       | 1 540        | 0,35         | 0           |             |        |
|                | Nouveau parti anticapitaliste        | 1 493        | 0,34         | 0           |             |        |
|                | Parti ouvrier indépendant            | 546          | 0,12         | 0           |             |        |
|                | Le Trèfle - Les nouveaux écologistes | 201          | 0,05         | 0           |             |        |
|                | Divers (Solidarité et progrès)       | 105          | 0,02         | 0           |             |        |
|                |                                      |              |              |             |             |        |
| Inscrits       | Inscrits                             | 769 020      | 100,00       | 769 015     | 100,00      | 10     |
| Abstentions    | Abstentions                          | 323 660      | 42,09        | 335 686     | 43,65       |        |
| Votants        | Votants                              | 445 360      | 57,91        | 433 329     | 56,35       |        |
| Blancs et nuls | Blancs et nuls                       | 5 079        | 1,14         | 13 366      | 3,08        |        |
| Exprimés       | Exprimés                             | 440 281      | 98,86        | 419 963     | 96,92       |        |

### Résultats en nombre de sièges
| Groupes | Groupes                           | Sièges précédents | Nouveaux élus | Évolution       |
| ------- | --------------------------------- | ----------------- | ------------- | --------------- |
|         | Parti socialiste                  | 3                 | 6             | en augmentation |
|         | Union pour un mouvement populaire | 6                 | 2             | en diminution   |
|         | Debout la République              | 1                 | 1             | en stagnation   |
|         | Europe Écologie - Les Verts       | 0                 | 1             | en augmentation |

### Représentation à l’issue des élections

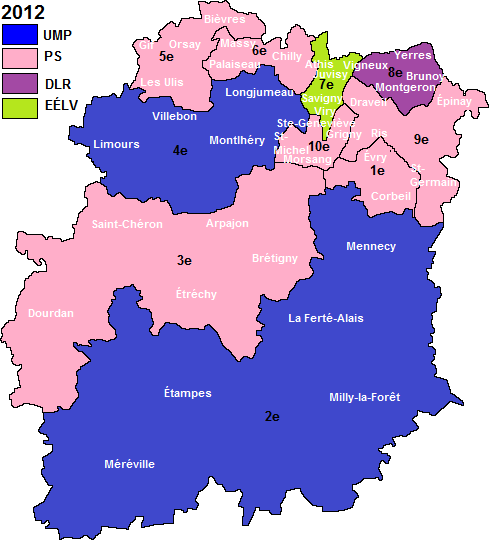
Carte électorale des circonscriptions en 2012.

Le scrutin de 2012 a inversé le rapport de force gauche-droite dans le département, avec seulement trois élus de droite dont deux UMP et sept élus de gauche dont six socialistes et un écologiste.
|                           |  | Identité                                          | Étiquette | Autres mandats                                                                               |
| ------------------------- |  | ------------------------------------------------- | --------- | -------------------------------------------------------------------------------------------- |
| Première circonscription  |  | Manuel Valls puis le 21 juin 2012 Carlos Da Silva | PS        | - Conseiller général du canton de Corbeil-Essonnes-Est                                       |
| Deuxième circonscription  |  | Franck Marlin                                     | UMP       | Maire d’Étampes                                                                              |
| Troisième circonscription |  | Michel Pouzol                                     | PS        | Conseiller général du canton de Brétigny-sur-Orge, conseiller municipal de Brétigny-sur-Orge |
| Quatrième circonscription |  | Nathalie Kosciusko-Morizet                        | UMP       | Maire de Longjumeau                                                                          |
| Cinquième circonscription |  | Maud Olivier                                      | PS        | Conseiller général du canton des Ulis, maire des Ulis                                        |
| Sixième circonscription   |  | François Lamy puis le 21 juin 2012 Jérôme Guedj   | PS        | - Président du conseil général de l'Essonne, conseiller général du canton de Massy-Est       |
| Septième circonscription  |  | Éva Sas                                           | EÉLV      |                                                                                              |
| Huitième circonscription  |  | Nicolas Dupont-Aignan                             | DLR       | Maire d’Yerres                                                                               |
| Neuvième circonscription  |  | Thierry Mandon                                    | PS        | Conseiller général du canton de Ris-Orangis, maire de Ris-Orangis                            |
| Dixième circonscription   |  | Malek Boutih                                      | PS        |                                                                                              |

### Résultats par circonscription

#### Première circonscription (Évry - Corbeil-Essonnes)
| Candidat       | Candidat                   | Parti                               | Premier tour | Premier tour | Second tour | Second tour |  |
| Candidat       | Candidat                   | Parti                               | Voix         | %            | Voix        | %           |  |
| -------------- | -------------------------- | ----------------------------------- | ------------ | ------------ | ----------- | ----------- |  |
|                | Manuel Valls sortant réélu | PS                                  | 16 559       | 48,6         | 20 554      | 65,58       |  |
|                | Cristela De Oliveira       | UMP                                 | 6 651        | 19,52        | 10 786      | 34,42       |  |
|                | Jean-Pierre Bray           | RBM (FN)                            | 4 588        | 13,47        |             |             |  |
|                | Ulysse Rabate              | FG (PCF)                            | 2 648        | 7,77         |             |             |  |
|                | Danielle Valero            | EÉLV                                | 1 389        | 4,08         |             |             |  |
|                | Jacques Gering             | CpF (MoDem) (NC, PRV)               | 680          | 2            |             |             |  |
|                | Marianne Srhir             | DLR                                 | 396          | 1,16         |             |             |  |
|                | Mohamed Chabbi             | Divers (Parti unitaire républicain) | 270          | 0,79         |             |             |  |
|                | Francis Couvidat           | NPA                                 | 233          | 0,68         |             |             |  |
|                | Fadhel Mahbouli            | AÉI                                 | 217          | 0,64         |             |             |  |
|                | Jean Camonin               | LO                                  | 179          | 0,53         |             |             |  |
|                | Arnaud Vivrel              | S&P                                 | 105          | 0,31         |             |             |  |
|                | Morvan Prévot              | Pirate                              | 85           | 0,25         |             |             |  |
|                | Christine Danquigny        | POI                                 | 71           | 0,21         |             |             |  |
|                |                            |                                     |              |              |             |             |  |
| Inscrits       | Inscrits                   | Inscrits                            | 70 325       | 100,00       | 70 356      | 100,00      |  |
| Abstentions    | Abstentions                | Abstentions                         | 35 687       | 50,75        | 37 572      | 53,4        |  |
| Votants        | Votants                    | Votants                             | 34 638       | 49,25        | 32 784      | 46,6        |  |
| Blancs et nuls | Blancs et nuls             | Blancs et nuls                      | 567          | 1,64         | 1 444       | 4,4         |  |
| Exprimés       | Exprimés                   | Exprimés                            | 34 071       | 98,36        | 31 340      | 95,6        |  |

#### Deuxième circonscription (Étampes)
| Candidat       | Candidat                    | Parti          | Premier tour | Premier tour | Second tour | Second tour |  |
| Candidat       | Candidat                    | Parti          | Voix         | %            | Voix        | %           |  |
| -------------- | --------------------------- | -------------- | ------------ | ------------ | ----------- | ----------- |  |
|                | Franck Marlin sortant réélu | UMP (PRV)      | 21 212       | 41,49        | 28 279      | 58,98       |  |
|                | Béatrice Périé              | PS             | 14 780       | 28,91        | 19 665      | 41,02       |  |
|                | Franck Sailleau             | RBM (FN)       | 7 455        | 14,58        |             |             |  |
|                | François Jousset            | FG (PCF) (PG)  | 2 826        | 5,53         |             |             |  |
|                | Xavier Guiomar              | EÉLV           | 1 476        | 2,89         |             |             |  |
|                | Annie Cheinine-Feuvrais     | CpF (MoDem)    | 961          | 1,88         |             |             |  |
|                | Éric Reynaud                | Divers droite  | 888          | 1,74         |             |             |  |
|                | Jean-Louis Porry            | DLR            | 455          | 0,89         |             |             |  |
|                | Danièle Maillat             | AÉI            | 376          | 0,74         |             |             |  |
|                | Alexis Lenne                | PVB            | 334          | 0,65         |             |             |  |
|                | Ester Nowersztern           | NPA            | 145          | 0,28         |             |             |  |
|                | Orazio Castellani           | LO             | 127          | 0,25         |             |             |  |
|                | Régine Lefebvre             | POI            | 92           | 0,18         |             |             |  |
|                |                             |                |              |              |             |             |  |
| Inscrits       | Inscrits                    | Inscrits       | 87 370       | 100,00       | 87 350      | 100,00      |  |
| Abstentions    | Abstentions                 | Abstentions    | 35 752       | 40,92        | 38 129      | 43,65       |  |
| Votants        | Votants                     | Votants        | 51 618       | 59,08        | 49 221      | 56,35       |  |
| Blancs et nuls | Blancs et nuls              | Blancs et nuls | 491          | 0,95         | 1 277       | 2,59        |  |
| Exprimés       | Exprimés                    | Exprimés       | 51 127       | 99,05        | 47 944      | 97,41       |  |

#### Troisième circonscription (Brétigny-sur-Orge)
| Candidat       | Candidat                 | Parti          | Premier tour | Premier tour | Second tour | Second tour |  |
| Candidat       | Candidat                 | Parti          | Voix         | %            | Voix        | %           |  |
| -------------- | ------------------------ | -------------- | ------------ | ------------ | ----------- | ----------- |  |
|                | Michel Pouzol élue       | PS             | 17 325       | 32,18        | 27 202      | 52,98       |  |
|                | Geneviève Colot sortante | UMP (PRV)      | 15 541       | 28,87        | 24 141      | 47,02       |  |
|                | Françoise Andrieu        | RBM (FN)       | 8 635        | 16,04        |             |             |  |
|                | Steevy Gustave           | EÉLV           | 4 105        | 7,62         |             |             |  |
|                | Philippe Camo            | FG (PCF) (PG)  | 3 775        | 7,01         |             |             |  |
|                | Nicolas Méary            | CpF (MoDem)    | 2 191        | 4,07         |             |             |  |
|                | Sophie Legoff            | DLR            | 1 020        | 1,89         |             |             |  |
|                | Bernadette Lamiscarre    | AÉI            | 663          | 1,23         |             |             |  |
|                | Laurence Roëder-Gryson   | NPA            | 252          | 0,47         |             |             |  |
|                | Joëlle Lopes-Venot       | LO             | 200          | 0,37         |             |             |  |
|                | Nadège Boissière         | POI            | 130          | 0,24         |             |             |  |
|                |                          |                |              |              |             |             |  |
| Inscrits       | Inscrits                 | Inscrits       | 92 141       | 100,00       | 92 133      | 100,00      |  |
| Abstentions    | Abstentions              | Abstentions    | 37 656       | 40,87        | 39 174      | 42,52       |  |
| Votants        | Votants                  | Votants        | 54 485       | 59,13        | 52 959      | 57,48       |  |
| Blancs et nuls | Blancs et nuls           | Blancs et nuls | 648          | 1,19         | 1 616       | 3,05        |  |
| Exprimés       | Exprimés                 | Exprimés       | 53 837       | 98,81        | 51 343      | 96,95       |  |

#### Quatrième circonscription (Longjumeau)
| Candidat       | Candidat                                   | Parti                     | Premier tour | Premier tour | Second tour | Second tour |  |
| Candidat       | Candidat                                   | Parti                     | Voix         | %            | Voix        | %           |  |
| -------------- | ------------------------------------------ | ------------------------- | ------------ | ------------ | ----------- | ----------- |  |
|                | Nathalie Kosciusko-Morizet sortante réélue | UMP                       | 22 302       | 39,46        | 29 337      | 51,48       |  |
|                | Olivier Thomas                             | PS                        | 20 512       | 36,29        | 27 650      | 48,52       |  |
|                | Brigitte Dupin                             | RBM (SIEL)                | 6 436        | 11,39        |             |             |  |
|                | Dominique Bardy                            | FG (PG) (PCF)             | 2 977        | 5,27         |             |             |  |
|                | Jacques-Lucien Serna                       | EÉLV                      | 1 565        | 2,77         |             |             |  |
|                | Gabrielle Nguyen                           | CpF (MoDem)               | 1 050        | 1,86         |             |             |  |
|                | Martine Croizet                            | DLR                       | 474          | 0,84         |             |             |  |
|                | Alex Lacombe                               | AÉI                       | 359          | 0,64         |             |             |  |
|                | Mohamed Bourichi                           | Divers gauche (Emergence) | 296          | 0,52         |             |             |  |
|                | Aldric Derre                               | PDF (UDN)                 | 219          | 0,39         |             |             |  |
|                | Olivier Lebreton                           | LO                        | 187          | 0,33         |             |             |  |
|                | Mélissa Zanette                            | NPA                       | 146          | 0,26         |             |             |  |
|                |                                            |                           |              |              |             |             |  |
| Inscrits       | Inscrits                                   | Inscrits                  | 92 245       | 100,00       | 92 236      | 100,00      |  |
| Abstentions    | Abstentions                                | Abstentions               | 35 156       | 38,11        | 33 935      | 36,79       |  |
| Votants        | Votants                                    | Votants                   | 57 089       | 61,89        | 58 301      | 63,21       |  |
| Blancs et nuls | Blancs et nuls                             | Blancs et nuls            | 566          | 0,99         | 1 314       | 2,25        |  |
| Exprimés       | Exprimés                                   | Exprimés                  | 56 523       | 99,01        | 56 987      | 97,75       |  |

#### Cinquième circonscription (Les Ulis)
| Candidat       | Candidat                     | Parti                     | Premier tour | Premier tour | Second tour | Second tour |  |
| Candidat       | Candidat                     | Parti                     | Voix         | %            | Voix        | %           |  |
| -------------- | ---------------------------- | ------------------------- | ------------ | ------------ | ----------- | ----------- |  |
|                | Maud Olivier élue            | PS                        | 15 637       | 37,32        | 22 472      | 54,81       |  |
|                | Hervé Hocquard               | UMP                       | 13 151       | 31,38        | 18 528      | 45,19       |  |
|                | Dimitri Tchoreloff           | RBM (FN)                  | 2 732        | 6,52         |             |             |  |
|                | Gilles Laschon               | FG (PCF) (Divers gauche)  | 2 552        | 6,09         |             |             |  |
|                | Marie-Pierre Digard          | EÉLV                      | 2 065        | 4,93         |             |             |  |
|                | Paul Loridant                | MRC                       | 1 868        | 4,46         |             |             |  |
|                | Jean-Paul Mordefroid         | CpF (MoDem)               | 1 804        | 4,31         |             |             |  |
|                | Patrick Mignon               | DLR                       | 447          | 1,07         |             |             |  |
|                | Choukri El Barnoussi         | Divers gauche (Emergence) | 352          | 0,84         |             |             |  |
|                | François Dhondt              | PCD                       | 327          | 0,78         |             |             |  |
|                | Serge Samain                 | AÉI                       | 290          | 0,69         |             |             |  |
|                | Christophe Durand            | CNIP (MPF)                | 216          | 0,52         |             |             |  |
|                | Emmanuel Herold-Charbonneaux | RS                        | 135          | 0,32         |             |             |  |
|                | Angélique Grosmaire          | NPA                       | 124          | 0,3          |             |             |  |
|                | Didier Paxion                | LO                        | 109          | 0,26         |             |             |  |
|                | Grégory Chaboussant          | POI                       | 80           | 0,19         |             |             |  |
|                | Didier Honta                 | Divers (CRC)              | 14           | 0,03         |             |             |  |
|                |                              |                           |              |              |             |             |  |
| Inscrits       | Inscrits                     | Inscrits                  | 66 683       | 100,00       | 66 684      | 100,00      |  |
| Abstentions    | Abstentions                  | Abstentions               | 24 375       | 36,55        | 24 710      | 37,06       |  |
| Votants        | Votants                      | Votants                   | 42 308       | 63,45        | 41 974      | 62,94       |  |
| Blancs et nuls | Blancs et nuls               | Blancs et nuls            | 405          | 0,96         | 974         | 2,32        |  |
| Exprimés       | Exprimés                     | Exprimés                  | 41 903       | 99,04        | 41 000      | 97,68       |  |

#### Sixième circonscription (Massy)
| Candidat       | Candidat                    | Parti                     | Premier tour | Premier tour | Second tour | Second tour |  |
| Candidat       | Candidat                    | Parti                     | Voix         | %            | Voix        | %           |  |
| -------------- | --------------------------- | ------------------------- | ------------ | ------------ | ----------- | ----------- |  |
|                | François Lamy sortant réélu | PS                        | 18 016       | 40,61        | 23 941      | 57,77       |  |
|                | Grégoire de Lasteyrie       | UMP                       | 9 650        | 21,75        | 17 500      | 42,23       |  |
|                | Cédric Giraud               | RBM (FN)                  | 5 091        | 11,48        |             |             |  |
|                | Nicolas Samsoen             | PRV                       | 5 085        | 11,46        |             |             |  |
|                | Colette Jan                 | FG (PCF) (PG)             | 2 977        | 6,71         |             |             |  |
|                | Michel Rouyer               | EÉLV                      | 2 207        | 4,97         |             |             |  |
|                | Dawari Horsfall             | Divers gauche (Emergence) | 680          | 1,53         |             |             |  |
|                | Guillaume Brossollet        | AÉI                       | 386          | 0,87         |             |             |  |
|                | Catherine Abiet             | LO                        | 157          | 0,35         |             |             |  |
|                | Marc Sauterey               | POI                       | 117          | 0,26         |             |             |  |
|                |                             |                           |              |              |             |             |  |
| Inscrits       | Inscrits                    | Inscrits                  | 76 221       | 100,00       | 76 222      | 100,00      |  |
| Abstentions    | Abstentions                 | Abstentions               | 31 420       | 41,22        | 33 354      | 43,76       |  |
| Votants        | Votants                     | Votants                   | 44 801       | 58,78        | 42 868      | 56,24       |  |
| Blancs et nuls | Blancs et nuls              | Blancs et nuls            | 435          | 0,97         | 1 427       | 3,33        |  |
| Exprimés       | Exprimés                    | Exprimés                  | 44 366       | 99,03        | 41 441      | 96,67       |  |

#### Septième circonscription (Savigny-sur-Orge)
| Candidat       | Candidat                  | Parti          | Premier tour | Premier tour | Second tour | Second tour |  |
| Candidat       | Candidat                  | Parti          | Voix         | %            | Voix        | %           |  |
| -------------- | ------------------------- | -------------- | ------------ | ------------ | ----------- | ----------- |  |
|                | Éva Sas élue              | EÉLV (PS)      | 8 868        | 22,34        | 20 334      | 53,9        |  |
|                | Françoise Briand sortante | UMP            | 7 263        | 18,3         | 17 392      | 46,1        |  |
|                | François Garcia           | diss. PS       | 6 396        | 16,11        |             |             |  |
|                | Audrey Guibert            | RBM (FN)       | 6 331        | 15,95        |             |             |  |
|                | Gabriel Amard             | FG (PG) (PCF)  | 4 437        | 11,18        |             |             |  |
|                | Laurence Spicher-Bernier  | diss. UMP      | 3 965        | 9,99         |             |             |  |
|                | Alain Villemeur           | CpF (MoDem)    | 922          | 2,32         |             |             |  |
|                | Emmanuel Merminod         | AÉI            | 498          | 1,25         |             |             |  |
|                | Daniel Jaugeas            | DLR            | 375          | 0,94         |             |             |  |
|                | Marc Hoquet               | LO             | 163          | 0,41         |             |             |  |
|                | Bashir Chekini            | RS             | 162          | 0,41         |             |             |  |
|                | Claude Allaire            | NPA            | 152          | 0,38         |             |             |  |
|                | Olivier Roho              | Divers droite  | 136          | 0,34         |             |             |  |
|                | Frédéric Baud             | Divers         | 25           | 0,06         |             |             |  |
|                |                           |                |              |              |             |             |  |
| Inscrits       | Inscrits                  | Inscrits       | 71 747       | 100,00       | 71 747      | 100,00      |  |
| Abstentions    | Abstentions               | Abstentions    | 31 453       | 43,84        | 32 747      | 45,64       |  |
| Votants        | Votants                   | Votants        | 40 294       | 56,16        | 39 000      | 54,36       |  |
| Blancs et nuls | Blancs et nuls            | Blancs et nuls | 601          | 1,49         | 1 274       | 3,27        |  |
| Exprimés       | Exprimés                  | Exprimés       | 39 693       | 98,51        | 37 726      | 96,73       |  |

#### Huitième circonscription (Yerres)
| Candidat       | Candidat                            | Parti          | Premier tour | Premier tour | Second tour | Second tour |  |
| Candidat       | Candidat                            | Parti          | Voix         | %            | Voix        | %           |  |
| -------------- | ----------------------------------- | -------------- | ------------ | ------------ | ----------- | ----------- |  |
|                | Nicolas Dupont-Aignan sortant réélu | DLR            | 18 904       | 42,82        | 25 989      | 61,39       |  |
|                | Aude Bristot                        | PS             | 13 331       | 30,2         | 16 342      | 38,61       |  |
|                | Laurent Béteille                    | UMP            | 4 204        | 9,52         |             |             |  |
|                | Marie-Thérèse Donzeau               | RBM (FN)       | 3 136        | 7,1          |             |             |  |
|                | Véronique Latapie                   | FG (PCF) (PG)  | 2 413        | 5,47         |             |             |  |
|                | Florie Le Vaguerese-Marie           | EÉLV           | 968          | 2,19         |             |             |  |
|                | Éric Valat                          | CpF (MoDem)    | 473          | 1,07         |             |             |  |
|                | Farid Ghehioueche                   | Divers (CSLJ)  | 187          | 0,42         |             |             |  |
|                | Denis Morel                         | AÉI            | 168          | 0,38         |             |             |  |
|                | Thomas Chust                        | NPA            | 128          | 0,29         |             |             |  |
|                | Laurent Tournier                    | LO             | 107          | 0,24         |             |             |  |
|                | Janathi Jeyakumar                   | LC             | 70           | 0,16         |             |             |  |
|                | Frédéric Beaubaton                  | POI            | 56           | 0,13         |             |             |  |
|                |                                     |                |              |              |             |             |  |
| Inscrits       | Inscrits                            | Inscrits       | 75 339       | 100,00       | 75 338      | 100,00      |  |
| Abstentions    | Abstentions                         | Abstentions    | 30 893       | 41,01        | 32 260      | 42,82       |  |
| Votants        | Votants                             | Votants        | 44 446       | 58,99        | 43 078      | 57,18       |  |
| Blancs et nuls | Blancs et nuls                      | Blancs et nuls | 301          | 0,68         | 747         | 1,73        |  |
| Exprimés       | Exprimés                            | Exprimés       | 44 145       | 99,32        | 42 331      | 98,27       |  |

#### Neuvième circonscription (Draveil)
| Candidat       | Candidat               | Parti              | Premier tour | Premier tour | Second tour | Second tour |  |
| Candidat       | Candidat               | Parti              | Voix         | %            | Voix        | %           |  |
| -------------- | ---------------------- | ------------------ | ------------ | ------------ | ----------- | ----------- |  |
|                | Thierry Mandon élu     | PS                 | 17 032       | 39,57        | 23 011      | 56,8        |  |
|                | Georges Tron sortant   | UMP                | 11 663       | 27,1         | 17 536      | 43,25       |  |
|                | Isabelle Cochard       | RBM (FN)           | 6 063        | 14,09        |             |             |  |
|                | Marie-France Winghardt | FG (Divers gauche) | 2 390        | 5,55         |             |             |  |
|                | Philippe Brun          | diss. UMP          | 1 554        | 3,61         |             |             |  |
|                | Marie-Cécile Lebrun    | EÉLV               | 1 457        | 3,39         |             |             |  |
|                | Georges Pujals         | DLR                | 1 320        | 3,07         |             |             |  |
|                | Daphné Ract-Madoux     | CpF (MoDem)        | 935          | 2,17         |             |             |  |
|                | Damien Hounsou         | AÉI                | 256          | 0,59         |             |             |  |
|                | Ibrahima Dia           | NPA                | 199          | 0,46         |             |             |  |
|                | Benoît Grisaud         | LO                 | 162          | 0,38         |             |             |  |
|                | Philippe Olivier       | Divers droite      | 7            | 0,02         |             |             |  |
|                | François-Joseph Roux   | Divers droite      | 0            | 0            |             |             |  |
|                |                        |                    |              |              |             |             |  |
| Inscrits       | Inscrits               | Inscrits           | 76 276       | 100,00       | 76 276      | 100,00      |  |
| Abstentions    | Abstentions            | Abstentions        | 32 659       | 42,82        | 33 861      | 44,39       |  |
| Votants        | Votants                | Votants            | 43 617       | 57,18        | 42 415      | 55,61       |  |
| Blancs et nuls | Blancs et nuls         | Blancs et nuls     | 579          | 1,33         | 1 868       | 4,4         |  |
| Exprimés       | Exprimés               | Exprimés           | 43 038       | 98,67        | 40 547      | 95,6        |  |

#### Dixième circonscription (Sainte-Geneviève-des-Bois)
| Candidat       | Candidat            | Parti                          | Premier tour | Premier tour | Second tour | Second tour |  |
| Candidat       | Candidat            | Parti                          | Voix         | %            | Voix        | %           |  |
| -------------- | ------------------- | ------------------------------ | ------------ | ------------ | ----------- | ----------- |  |
|                | Malek Boutih élu    | PS                             | 10 914       | 34,56        | 16 655      | 56,84       |  |
|                | Marianne Duranton   | PRV (UMP)                      | 5 976        | 18,92        | 12 649      | 43,16       |  |
|                | François Delapierre | FG (PG) (PCF)                  | 5 261        | 16,66        |             |             |  |
|                | Gaël Fouilleul      | RBM (FN)                       | 4 920        | 15,58        |             |             |  |
|                | Thomas Zlowodzki    | PLD                            | 1 656        | 5,24         |             |             |  |
|                | Christian Soubra    | EÉLV                           | 1 102        | 3,49         |             |             |  |
|                | Serge Gaubier       | CpF (MoDem)                    | 800          | 2,53         |             |             |  |
|                | Yassim Lamaoui      | Divers (Parti des Génovéfains) | 338          | 1,07         |             |             |  |
|                | Paul-Henri Baure    | LT-LNÉ                         | 201          | 0,64         |             |             |  |
|                | Chantal Duboulay    | LO                             | 149          | 0,47         |             |             |  |
|                | Noël Dedji          | AÉI                            | 147          | 0,47         |             |             |  |
|                | Michèle Federak     | NPA                            | 114          | 0,36         |             |             |  |
|                | Charles Vincent     | S&P                            | 0            | 0            |             |             |  |
|                |                     |                                |              |              |             |             |  |
| Inscrits       | Inscrits            | Inscrits                       | 60 673       | 100,00       | 60 673      | 100,00      |  |
| Abstentions    | Abstentions         | Abstentions                    | 28 609       | 47,15        | 29 944      | 49,35       |  |
| Votants        | Votants             | Votants                        | 32 064       | 52,85        | 30 729      | 50,65       |  |
| Blancs et nuls | Blancs et nuls      | Blancs et nuls                 | 486          | 1,52         | 1 425       | 4,64        |  |
| Exprimés       | Exprimés            | Exprimés                       | 31 578       | 98,48        | 29 304      | 95,36       |  |

## Pour approfondir